# 1876 en sport
Cet article présente les faits marquants de l'année 1876 en sport.

## Athlétisme
- Fondation à Paris du Cercle de Madrid (athlétisme) dont les activités se déroulaient sur la Pelouse de Madrid du Bois de Boulogne.
- Première édition du championnat britannique de cross-country à Epping Forest. Après l’abandon des 32 participants, la course est annulée.
- Première édition des championnats d’athlétisme des États-Unis à New York.
  - Fred Saportas remporte le 100 yards.
  - Edward Merritt le 440 yards.
  - Le Canadien Harold Combe le 880 yards et le mile.
  - George Hitchkock le 120 yards haies.
  - Edwards Ficken le saut en hauteur (1,65 m).
  - Isaiah Frazier le saut en longueur (5,28 m).
  - Henry Buermeyer le lancer du poids (9,88 m).
  - William Curtis le lancer du marteau (23,26 m).

## Aviron
- 8 avril : The Boat Race entre les équipes universitaires d'Oxford et de Cambridge. Cambridge s'impose[1].
- 30 juin : régate universitaire entre Harvard et Yale. Yale s'impose[2].

## Baseball
- 2 février : fondation de la National League of Professionnal Baseball par huit clubs : Boston, Chicago, Cincinnati, Hartford, Louisville, New York, Philadelphie et Saint Louis. Cette date marque le début de la mainmise totale des propriétaires de clubs sur l’organisation du jeu. Les joueurs ont, il est vrai, largement entamé leur crédit en se prêtant volontiers au trucage de matches mettant en péril l’avenir même du baseball professionnel. Sous l’impulsion de Spalding, les propriétaires donnent un sévère tour de vis qui provoque d’inévitables remous avec les joueurs, désormais sous contrat à vie avec leur club.
- 3 février : Albert Spalding, ancien pitcher de baseball et désormais homme fort de la Ligue nationale, et son frère Walter, ouvrent à Chicago une boutique d’articles de sport ; c’est le point de départ de la société Spalding qui produit rapidement nombre d’articles de sport.
- 22 avril : début du championnat de la Ligue nationale et les Boston Red Caps s’imposent 6-5 face aux Athletics de Philadelphie à l’occasion de la première rencontre de l’histoire de la National League of Professionnal Base Ball.
- 2 mai : le baseballeur Ross Barnes des Chicago White Stockings tape le premier coup de circuit de l’histoire de la Ligue nationale.
- 21 juillet : à l’occasion du centenaire des États-Unis et de la ville de San Francisco, une sélection de joueurs de la région de la Bay effectue une tournée dans l’est. En ce 21 juillet, les Centenials commencent leur tournée par une défaite 12-4 face à une équipe de semi-pros New-Yorkais. La fin de la tournée est plus festive pour les représentants du Golden State avec 6 victoires en 7 matches à Philadelphie. Ces succès transmis par la presse ont un grand retentissement à San Francisco !
- 26 septembre : la première édition aux États-Unis du championnat de baseball de la Ligue nationale livre son verdict : les Chicago White Stockings sont sacrés avec 52 victoires et 14 défaites. Ross Barnes devient le premier champion à la batte.

## Cricket
- 14 janvier : formation de club de cricket du Essex County Cricket Club lors d'une réunion dans Shire Hall, à Chelmsford.
- Le Gloucestershire County Cricket Club est sacré champion de cricket en Angleterre[3].

## Cyclisme
- Première édition de la course cycliste entre Turin et Milan. Paolo Magretti s’impose. 14 concurrents pour une moyenne horaire de 13 km/h.
- Décembre. Fondation à Paris de l’Union Vélocipédique Parisienne fédérant plusieurs clubs.

## Football
- Premiers cas de professionnalisme à Sheffield avec Peter Andrews (Sheffield's Heeley Club) et J.J. Lang (The Wednesday).
- 18 janvier : à Londres (Kennington Oval), premier match international opposant Anglais et Gallois. L'Angleterre s'impose 2-1.
- 11 mars :
  - à Londres, finale de la 5e FA Challenge Cup (32 inscrits). Wanderers FC et Old Etonians, 1-1 devant 3 000 spectateurs au Kennington Oval. Finale à rejouer.
  - à Glasgow, finale de la 3e édition de la Coupe d'Écosse. Queen's Park FC et Third Lanark, 1-1 devant 10000 spectateurs à Hamilton Crescent. Finale à rejouer.
- 18 mars :
  - finale de la 5e FA Challenge Cup. Wanderers 3, Old Etonians 0. 3 500 spectateurs au Kennington Oval. Buteurs : Wollaston et Hugues.
  - à Glasgow (Hamilton Cresent), finale de la 3e édition de la Coupe d'Écosse. Queen's Park s'impose face à Third Lanark, 2-0. 8 000 spectateurs.
- 25 mars : à Glasgow (Hamilton Crescent), premier match international de football opposant Écossais et Gallois. L'Écosse s'impose 4-0 devant 17 000 spectateurs.
- Fondation de la fédération galloise de football.

## Football américain
- 23 novembre : les représentants du cramoisi de Harvard, Yale Bulldogs, tigres de Princeton et lions de Colombie se réunissent à la Chambre de Massasoit à Springfield, dans le Massachusett pour normaliser de nouvelles règles basées sur le jeu du rugby canadien. Les règles sont codifiés.
- Première édition du championnat universitaire, encore non officiel. Certaines sources font remonter ce premier championnat universitaire en 1869, mais les dernières recherches menées sur la question ont montré que le match unique tenant lieu de "championnat" était une rencontre de football et pas de football américain. Princeton[4] et la National Football League[5] admettent désormais cette version. En 1876, les Yale Bulldogs enregistrent 3 victoires pour aucune défaite et font office de champion universitaire.

## Golf
- 2 octobre : Bob Martin remporte l'Open britannique à l'Old Course de St Andrews[6].

## Jeu de paume
- Construction de la première salle de Jeu de Paume aux États-Unis.

## Joute nautique
- Pascal (dit Pascalou) remporte le Grand Prix de la Saint-Louis à Cette[7].

## Omnisports
- 26 avril : à Copenhague le Club omnisports Kjøbenhavns Boldklub est fondé. On y pratique d'abord le football (1878), le cricket (1879), et le tennis (1883).
- Premier numéro du journal sportif parisien La Revue des sports.

## Patinage sur glace
- 7 janvier : inauguration de la patinoire à glace artificielle de Londres, le Glaciarium.

## Patinage à roulettes
- Premier numéro du journal britannique spécialisé de patins à roulettes : Skating.

## Polo
- Premier match de polo disputé aux États-Unis (New York).

## Rugby à XV
- 6 mars : l’Angleterre bat l’Écosse à Londres.

## Sport hippique
- Angleterre : Kisber gagne le Derby d'Epsom[8].
- Angleterre : Regal gagne le Grand National[9].
- Irlande : Umpire gagne le Derby d'Irlande[10].
- France : Kilt gagne le Prix du Jockey Club[11].
- France : Mondaine gagne le Prix de Diane[12].
- Australie : Briseis gagne la Melbourne Cup[13].
- États-Unis : Vagrant gagne le Kentucky Derby[14].
- États-Unis : Algerine gagne la Belmont Stakes[15].

## Voile
- Josephus Williams sur Madeleine remporte la Coupe de l'America.

## Water-polo
- 14 juillet : invention en Angleterre du water-polo par des membres du Bournemouth Premier Rowing Club.

## Naissances
- 11 janvier :
  - Elmer Flick, joueur de baseball américain. († 9 janvier 1971).
  - Thomas Hicks, athlète de fond américain. († 28 janvier 1952).
- 12 janvier : William Paats, professeur d'éducation physique et dirigeant de football néerlandais. Fondateur du Club Olimpia. Membre du APF. († 28 août 1946).
- 16 janvier : Claude Buckenham, joueur de cricket et footballeur anglais. († 23 février 1937).
- 5 février : Ernest McLea, hockeyeur sur glace canadien. († 17 juin 1931).
- 6 février : Eugène-Henri Gravelotte, fleurettiste français. († 23 août 1939).
- 7 février : Harry S. Freeman, hockeyeur sur gazon britannique. († 5 octobre 1968).
- 9 février : Martin Stixrud, patineur artistique individuel norvégien. († 8 janvier 1964).
- 19 février : Henri Hérouin, archer français. († ?).
- 29 février : 
  - Léon Johnson, tireur sportif français. († 2 janvier 1943).
  - Louis Rigolly, pilote de courses automobile français. († 7 janvier 1958).
- 1er mars : Henri de Baillet-Latour, dirigeant sportif belge. Président du CIO de 1925 à 1942. († 6 janvier 1942).
- 5 mars : Elisabeth Moore, joueuse de tennis américaine. († 22 janvier 1959).
- 21 mars : John Tewksbury, athlète de sprint et de haies américain. († 25 avril 1968).
- 25 mars : Irving Baxter, athlète des sauts américain. († 13 juin 1957).
- 29 mars :
  - Ioannis Georgiadis, sabreur grec. († 14 mars 1960).
  - Friedrich Traun, joueur de tennis allemand. († 11 juillet 1908).
- 7 avril : Fay Moulton, athlète de sprint américain. († 18 février 1945).
- 13 avril :
  - Pascal Laporte, joueur de rugby français. († 6 avril 1947).
  - Robert Smyth McColl, footballeur écossais. († 30 novembre 1958).
- 27 avril : Cornelius Leahy, athlète de saut britannique. († 18 novembre 1921).
- 2 mai : Willy Arend, cycliste sur piste allemand. († 25 mars 1964).
- 10 mai : Paul Guignard, cycliste sur piste français. († 15 février 1965).
- 17 mai : Alban Collignon, journaliste sportif belge. Organisateur du Tour de Belgique. Président de l'UCI de 1937 à 1947. († 31 octobre 1955).
- 8 juin : Alexandre Tuffère, athlète de saut franco-grec. († 14 mars 1956).
- 15 juin : Margaret Abbott, golfeuse américaine. († 10 juin 1955).
- 17 juin : William Carr, rameur américain. († 25 mars 1942).
- 28 juin : Robert Guérin, journaliste et dirigeant sportif français. Président de la FIFA de 1904 à 1906. († ? 1952).
- 15 juillet : Pete Dowling, joueur de baseball américain. († 30 juin 1905).
- 26 juillet : Georges André, bobeur et curleur français. († 19 mars 1945).
- 2 août : Julien Lootens, cycliste sur route belge. († 5 août 1942).
- 15 août : Carl Albert Andersen, athlète de saut et gymnaste norvégien. († 28 septembre 1951).
- 11 septembre : Stanley Rowley, athlète de sprint et de fond australien. († 1er avril 1924).
- 16 septembre : Marvin Hart, boxeur américain. († 17 septembre 1931).
- 21 septembre : William Maxwell, footballeur puis entraîneur écossais. († 14 juillet 1940).
- 11 octobre : Paul Masson, cycliste sur piste français. († 30 novembre 1945).
- 17 octobre : Hippolyte Aucouturier, cycliste sur route français. († 22 avril 1944).
- 19 octobre : Mordecai Brown, joueur de baseball américain. († 14 février 1948).
- 22 octobre : Henri Rougier, pilote de course automobile français. († 22 juillet 1956).
- 28 octobre : Marius Barbarou, pilote de course automobile français. († 8 décembre 1956).
- 7 novembre : Alex Smith, footballeur écossais. († 12 novembre 1954).
- 18 novembre : Victor Hémery, pilote de courses automobile français. († 8 septembre 1950).
- 19 novembre : Louis de Fleurac, athlète de fond, de demi-fond et de steeple français. († 20 mars 1965).
- 28 novembre : Lee Fohl, joueur de baseball américain. († 30 octobre 1965).
- 9 décembre : Pauline Whittier, golfeuse américaine. († 3 mars 1946).
- 12 décembre :
  - Alvin Kraenzlein, athlète de sprint de haies et de saut américain. († 6 janvier 1928).
  - Édouard Wattelier, cycliste sur route français. († 18 septembre 1957).
- 16 décembre : Rodolphe William Seeldrayers, sportif belge. Président de la FIFA de 1954 à 1955. († 7 octobre 1955).
- ? : André Billy, dirigeant de football français. Président de l'OL de 1907 à 1911. († ? 1913).

## Décès
- 24 mars : William Brown, 23 ans, joueur de rugby à XV écossais. (° 29 mai 1852).